# Vlag van San José (Costa Rica)

Vlag van de provincie San José

Het begrip vlag van San José (Costa Rica) kan zowel betrekking hebben op de provincievlag werd gebruikt, als op de stadsvlag van San José.

## Provincievlag
De provincievlag van San José bestaat uit een blauw veld met een vijfpuntige witte ster in het midden en omrand met rode stroken.  De kleuren van de vlag zijn ontleend aan de Costaricaanse vlag. Voor San José zelf hebben de kleuren tot zover bekend geen eigen betekenis.

## Stadsvlag

Stadsvlag van San José

De stadsvlag van San José bestaat uit drie horizontale van blauw, groen en wit in de verhouding 9:2:2, met een horizontale rij van 11 witte sterren onderaan het blauwe veld. Blauw staat voor de lucht, groen voor hoop en wit voor transparantie. De 11 sterren staan voor de 11 districten die het kanton vormen.